# Friemersheim (Zuid-Afrika)
Friemersheim is een dorp in de Zuid-Afrikaanse provincie West-Kaap. Friemersheim behoort tot de gemeente Mosselbaai dat onderdeel van het district Tuinroute is.